# 沙加緬度國際機場
萨克拉门托國際機場，是美國加利福尼亞州首府萨克拉门托的一座民用機場，位於市中心商業區西北方約10英里(16公里)的地方。機場超過一半以上的旅客吞吐量為西南航空的乘客。

## 歷史
機場於1967年10月21日開慕（名稱：Sacramento Metropolitan Airport、萨克拉门托都會區機場）。1996年，新航廈開始使用；並更名為 萨克拉门托國際機場（Sacramento International Airport）；2002年，Mexicana首次從機場開辧國際航線。

## 設施
萨克拉门托國際機場覆蓋5,500 英畝s (22 km²)及兩條跑道:
- 跑道 16L/34R: 8,601 x 150 ft. (2,622 x 46 m), 表面: Concrete
- 跑道 16R/34L: 8,600 x 150 ft. (2,621 x 46 m), 表面: 瀝青

## 航點

### A大堂
- 加拿大航空 (溫哥華)
- 達美航空公司 (亞特蘭大，鹽湖城)
  - 達美聯繫由大西洋東南航空公司 經營(鹽湖城)
  - 達美聯繫由ExpressJet Airlines經營 (洛杉磯)
  - 達美聯繫由Skywest 經營(鹽湖城)
- 夏威夷航空公司 (檀香山)
- 西南航空 (柏本克，芝加哥-中途，堪薩斯城、拉斯維加斯、洛杉磯、安大略，橙縣，菲尼斯、波特蘭(OR)，聖迭戈、西雅圖-塔科馬)
- 全美航空
  - 全美航空由美西航空經營(拉斯維加斯，菲尼斯)
  - 全美航空快運由Mesa航空公司經營(菲尼斯)

### B大堂

#### B1大堂
- 阿囉哈航空公司 (Kahului，橙縣)
- 美國航空 (達拉斯或沃斯堡)
- ExpressJet航空公司 (亞伯科基，科羅拉多泉，奧克拉荷馬市，聖安東尼奧、斯波肯、圖森，土爾沙)
- 聯合航空公司 (芝加哥O'Hare、丹佛、洛杉磯，華盛頓-杜勒斯)
  - 聯合航空快運被管理SkyWest (尤里卡或Arcata、洛杉磯，舊金山)

#### B2大堂
- 阿拉斯加航空 (波特蘭(OR)，西雅圖-塔科馬)
  - 地平线航空（英语：Horizon Air） (博伊西，棕櫚泉，波特蘭(OR)，斯波肯)
- 大陸航空公司 (休斯敦-洲際)
- 邊疆航空公司 (聖盧卡斯角，丹佛)
- 捷藍航空 (長灘，紐約-肯尼迪)
- 墨西哥航空 (聖盧卡斯角，瓜達拉哈拉、里昂、墨西哥城，墨瑞利亞)
- 西北航空公司 (明尼阿波理斯)

### 國際大堂
- 墨西哥航空 (聖盧卡斯角，瓜達拉哈拉、里昂、墨西哥城，墨瑞利亞)
- 邊疆航空公司 (聖盧卡斯角)

## 航空保安無線設施
| 局名       | 種類 | 周波数    | 識別信号 |
| METRE      | NDB  | 230.0KHz  | SM       |
| SACRAMENTO | VOR  | 115.2 MHz | SAC      |
| SACRAMENTO | DME  |           | SAC      |

## 外部連結
- 萨克拉门托國際機場